# Radeh-ye Ţāhā
Radeh-ye Ţāhā (persiska: رده طاها, Radeh-ye Tāhā) är en ort i Iran.   Den ligger i provinsen Khuzestan, i den västra delen av landet, 700 km söder om huvudstaden Teheran. Radeh-ye Ţāhā ligger 3 meter över havet och antalet invånare är 445.
Terrängen runt Radeh-ye Ţāhā är mycket platt. Runt Radeh-ye Ţāhā är det ganska tätbefolkat, med 139 invånare per kvadratkilometer. Närmaste större samhälle är Abadan, 10,1 km nordväst om Radeh-ye Ţāhā. Trakten runt Radeh-ye Ţāhā är ofruktbar med lite eller ingen växtlighet.